# الشبابات (زاوية سيدي عبد الجليل)
الشبابات هو دُوَّار يقع بجماعة مطماطة، إقليم تازة، جهة فاس مكناس في المملكة المغربية. ينتمي الدوّار لمشيخة زاوية سيدي عبد الجليل التي تضم 6 دواوير. يقدر عدد سكانه بـ 483 نسمة حسب الإحصاء الرسمي للسكان والسكنى لسنة 2004.

## روابط خارجية
- البوابة الوطنية للجماعات الترابية
- المندوبية السامية للتخطيط